# Dravit
Das Mineral Dravit ist ein häufiges Ringsilikat aus der Turmalingruppe mit der idealisierten chemischen Zusammensetzung NaMg3Al6(Si6O18)(BO3)3(OH)3(OH).
Dravit kristallisiert mit trigonaler Symmetrie und bildet meist schwach gefärbte, grünlich-bräunliche, prismatische bis haarförmige Kristalle von wenigen Millimetern bis Zentimetern Größe. Eisenreiche Dravite sind dunkelbraun bis blau-schwarz. Anhand äußerer Kennzeichen ist Dravit kaum von ähnlich gefärbten, anderen Mineralen der Turmalingruppe zu unterscheiden. Die Prismenflächen zeigen oft eine deutliche Streifung in Längsrichtung. Wenn gefärbt zeigt Dravit einen starken Pleochroismus von farblos oder gelblich-braun nach intensiv gelb-braun oder grün. Wie alle Minerale der Turmalingruppe ist Dravit stark pyroelektrisch und piezoelektrisch.
Gebildet wird Dravit meist kontaktmetamorph bei der Metasomatose magnesiumreicher Gesteine durch borreiche Lösungen. Typlokalität sind die Muskovit-Biotit-Schiefer unweit des Dorfes Dobrova pri Dravogradu südlich von Dravograd in Koroška, Slowenien.

## Etymologie und Geschichte
Spätestens seit Mitte des 19. Jahrhunderts ist bekannt, dass Magnesium ein Bestandteil der meisten Turmaline verschiedener Herkunft ist. Einen besonders magnesiumreichen Turmalin aus der Gegend von Dobvawa bei Unterdrauburg (heute Dravograd), der von G. Laube analysiert worden ist,  beschreibt Hans Höfer 1870 in seinem Buch Die Mineralien Kärntens. Gustav Tschermak führte ebenfalls Analysen des Turmalins aus dem Dravegebiet durch. Die chemische Zusammensetzung, die Laube und Tschermak für Dravit angeben, entspricht der ungefähren Formel NaMg3(Al,Mg)6B3Si6O27(OH), die bis auf den OH-Gehalt gut mit der heutigen Endgliedformel für Dravit, NaMg3Al6(BO3)3 (Si6O18)(OH)4, übereinstimmt. Im 1884 erschienenem 3. Band des von ihm verfassten Lehrbuch der Mineralogie führte Tschermak für magnesium- und natriumreichen Turmalin den Namen Dravit ein, nach dem Vorkommen im „Dravegebiet“, dem Gebiet entlang der Drau (lateinisch: Dravus), der österreichisch-ungarischen Monarchie. Dravit ist nach Schörl der zweitälteste Name eines Minerals aus der Turmalingruppe, der heute noch in Gebrauch ist.
Die Aufklärung der Struktur von Turmalinen durch Gabrielle E. Hamburger und Martin J. Buerger am Massachusetts Institute of Technology gelang 1948 an einem farblosen Dravit aus De Kalb im St. Lawrence County, Bundesstaat New York, USA.

## Klassifikation
In der strukturellen Klassifikation der International Mineralogical Association (IMA) gehört Dravit zusammen mit Chrom-Dravit, Fluor-Dravit, Fluor-Schörl, Fluor-Tsilaisit, Schörl, Tsilaisit und Vanadium-Dravit zur Alkali-Untergruppe 1 der Alkaligruppe in der Turmalinobergruppe.
Bereits in der veralteten 8. Auflage der Mineralsystematik nach Strunz gehörte der Dravit zur Mineralklasse der „Silikate und Germanate“ und dort zur Abteilung der „Ringsilikate (Cyclosilikate)“, wo er zusammen mit Buergerit, Elbait, Schörl, Tsilaisit und Uvit die „Turmalin-Reihe“ mit der System-Nr. VIII/C.08 bildete.
Im Lapis-Mineralienverzeichnis nach Stefan Weiß, das sich aus Rücksicht auf private Sammler und institutionelle Sammlungen noch nach dieser alten Form der Systematik von Karl Hugo Strunz richtet, erhielt das Mineral die System- und Mineral-Nr. VIII/E.19-20. In der „Lapis-Systematik“ entspricht dies ebenfalls der Abteilung „Ringsilikate“, wo Dravit zusammen mit Adachiit, Bosiit, Chromdravit (heute Chrom-Dravit), Chromo-Aluminopovondrait (heute Chromo-Alumino-Povondrait), Darrellhenryit, Elbait, Feruvit, Fluor-Buergerit (ehemals Buergerit), Fluor-Dravit, Fluor-Elbait, Fluor-Liddicoatit (ehemals Liddicoatit), Fluor-Schörl, Fluor-Tsilaisit, Fluor-Uvit, Foitit, Lucchesiit, Luinait-(OH) (heute diskreditiert), Magnesiofoitit, Maruyamait, Olenit, Oxy-Chromdravit (heute Oxy-Chrom-Dravit), Oxy-Dravit, Oxy-Foitit, Oxy-Schörl, Oxy-Vanadiumdravit (heute Oxy-Vanadium-Dravit), Povondrait, Rossmanit, Schörl, Tsilaisit, Uvit, Vanadio-Oxy-Chromdravit (heute Vanadio-Oxy-Chrom-Dravit) und Vanadio-Oxy-Dravit die „Turmalin-Gruppe“ (VIII/E.19) bildet (Stand 2018).
Auch die seit 2001 gültige und von der International Mineralogical Association (IMA) zuletzt 2009 aktualisierte 9. Auflage der Strunz’schen Mineralsystematik ordnet den Dravit in die Abteilung der „Ringsilikate“ ein. Diese ist allerdings weiter unterteilt nach der Größe, Verknüpfung und Verzweigung der Silikatringe, so dass das Mineral entsprechend seinem Aufbau in der Unterabteilung „[Si6O18]12−-Sechser-Einfachringe mit inselartigen, komplexen Anionen“ zu finden ist, wo es zusammen mit Chrom-Dravit, Elbait, Feruvit, Fluor-Buergerit, Foitit, Fluor-Liddicoatit, Magnesiofoitit, Olenit, Povondrait, Rossmanit, Schörl, Uvit und Vanadium-Dravit die „Turmalingruppe“ mit der System-Nr. 9.CK.05 bildet.
Die vorwiegend im englischen Sprachraum gebräuchliche Systematik der Minerale nach Dana ordnet den Dravit ebenfalls in die Klasse der „Silikate und Germanate“ und dort in die Abteilung der „Ringsilikate: Sechserringe“ ein. Hier ist er zusammen mit Schörl, Fluor-Schörl, Chromdravit und Vanadiumdravit in der „Schörl-Untergruppe“ mit der System-Nr. 61.03e.01 innerhalb der Unterabteilung „Systematik der Minerale nach Dana/Silikate#61.03e Ringsilikate: Sechserringe mit Boratgruppen (Natriumhaltige Turmalin-Untergruppe)“ zu finden.

## Chemismus
Dravit ist das Mg2+- Analog von Schörl und hat die idealisierte Zusammensetzung [X]Na[Y]Mg2+3[Z]Al6([T]Si6O18)(BO3)[V](OH)3[W](OH), wobei [X], [Y], [Z], [T], [V] und [W] die Positionen in der Turmalinstruktur sind. Für den Dravit aus der Typlokalität wird, mit der vereinfachenden Annahme, dass die [Z]-Position nur mit Al besetzt ist, folgende Strukturformel angegeben:
- [X](Na0,73K0,12◻0,08Ca0,07) [Y](Mg2,70Al0,35Fe2+0,04Mn0,08Ti0,02) [Z](Al6,00) [T]Si5,88O18(B0,96O3)3(OH)3,70 O0,20 F0,10

Dravit bildet vollständige Mischungsreihen mit Schörl, Elbait und Uvit.

## Kristallstruktur
Dravit kristallisiert mit trigonaler Symmetrie in der Raumgruppe R3m (Raumgruppen-Nr. 160) mit 3 Formeleinheiten pro Elementarzelle. Die Gitterparameter des Dravits aus der Typlokalität sind a = 15.94–15.98 Å, c = 7,19–7,23 Å, die eines synthetischen Dravits a = 15,947(2) Å und c = 7,194(2) Å.
Die Struktur ist die von Turmalin. Natrium (Na+) wird auf der von neu Sauerstoffen umgebenen [X]-Position eingebaut und Silicium (Si4+) besetzt die tetraedrisch von 4 Sauerstoffionen umgebene T-Position. Magnesium (Mg2+) und Aluminium (Al3+) verteilen sich relativ gleichmäßig auf die oktaedrisch koordinierten [Y]- und [Z]-Positionen. Die Anionenpositionen [V] und [W] sind beide mit (OH)-Gruppen belegt.

## Eigenschaften

### Farbe
Reiner Dravit ist farblos, kann aber durch Einbau färbender Ionen, vor allem Eisen (Fe2+, Fe3+), Chrom (Cr3+), Vanadium (V3+) und Titan (Ti4+), verschiedene Farben annehmen.
Braun, Orange, Gelb:

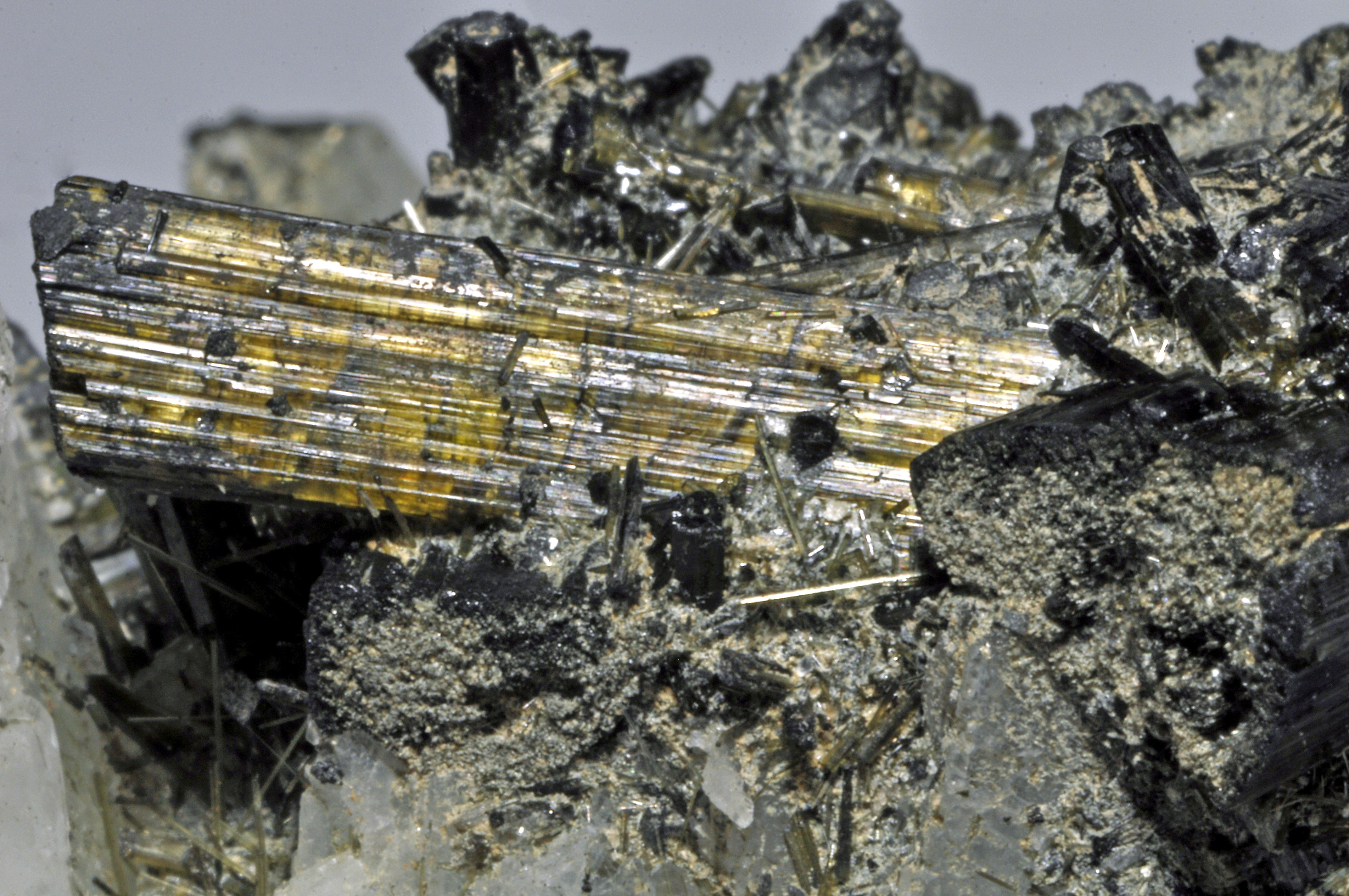
Brauner Dravit aus Brasilien

Die braune Farbe vieler Dravite beruht auf dem Einbau von Fe2+ und Ti4+ in den Okaederpositionen. Liegen Fe2+ und Ti4+ in benachbarten, über eine gemeinsame Kannte verbundenen Oktaedern, kann es zu einem Ladungsaustausch (charge-transfer) zwischen den Ionen kommen, bei dem Licht mit Wellenlängen von ~450–460 nm absorbiert wird.

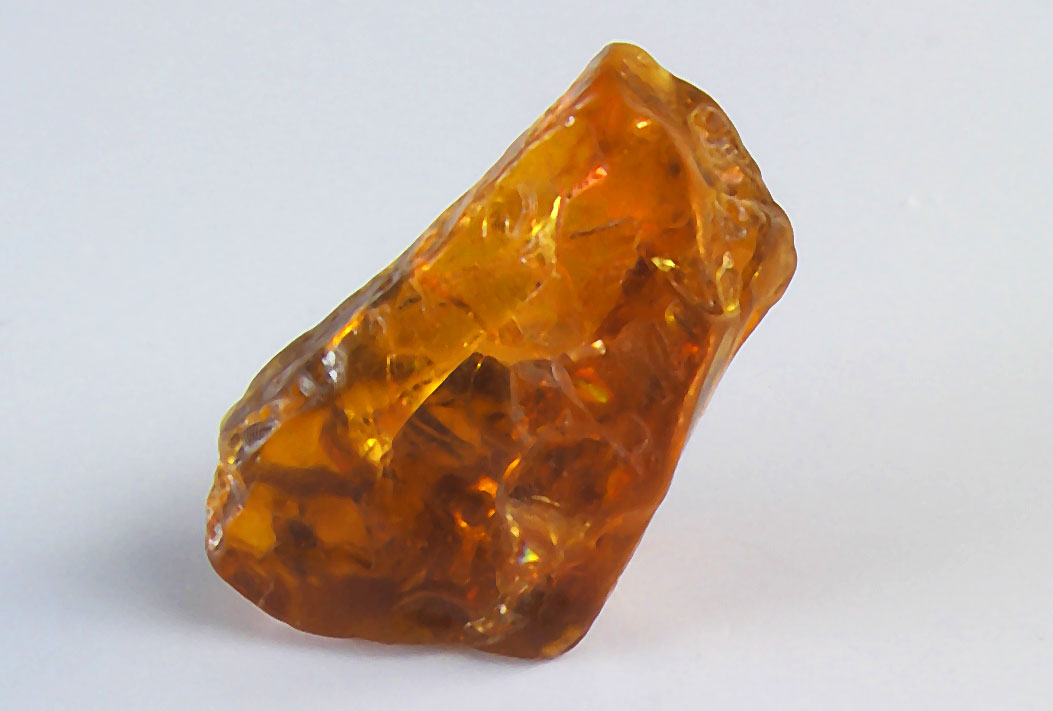
Gelber Dravit aus der Kiboko Mine im Süden Kenias

Gelbe Dravite sind selten und aus Ostafrika, dem Taita-Taveta County im Süden Kenias und der Landanai-Region im Nordosten von Tansania, bekannt.
Die sehr seltene gelbe Farbe eines Dravites aus der Landanai-Region konnte auf Fe-Ti-Ladungsaustausch zurückgeführt werden. Im Unterschied zu braunen Draviten sind die Eisen- und Titangehalte der gelben Dravite sehr gering.
Grün:

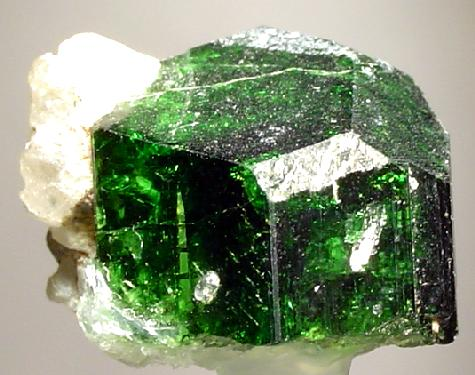
Grüner Dravit aus den Merelani Hills, Arusha, Tansania

Dravit kann durch Einbau verschiedener Elemente grün gefärbt werden. Werden sie in der Umgebung Graphit-haltiger Metasedimente, z. B. metamorpher Schwarzschiefer gebildet, sind sie vorwiegend durch Vanadium (V3+) eher gelblich grün gefärbt. Der berühmte Abbau von Tansanit und Tsavorit in der Merelani-Region im Norden von Tansania ist ein Beispiel, die Commander-Mine in der Simanjiro-Region, ebenfalls im Nordosten von Tansania, ein anderes.
Bei der Metamorphose von Ultrabasiten gebildete Dravite sind durch Ersatz von Aluminium durch Chrom (Cr3+) intensiv grün gefärbt.
Rot:
Dravit mit intensiv roter Farbe wurde in Engusero Sambu im Norden Tansanias gefunden. Farbursache ist hier dreiwertiges Eisen, dass in die Oktaederpositionen der Turmalinstruktur eingebaut wird. Fe3+-Fe3+- Wechselwirkungen absorbieren Licht mit einer Wellenlänge von ~500 nm und die UV-Absorptionskannte ragt in den Bereich des sichtbaren Lichts hinein, was zu einer roten Färbung der Kristalle führt.
Dunkelblau bis Schwarz:

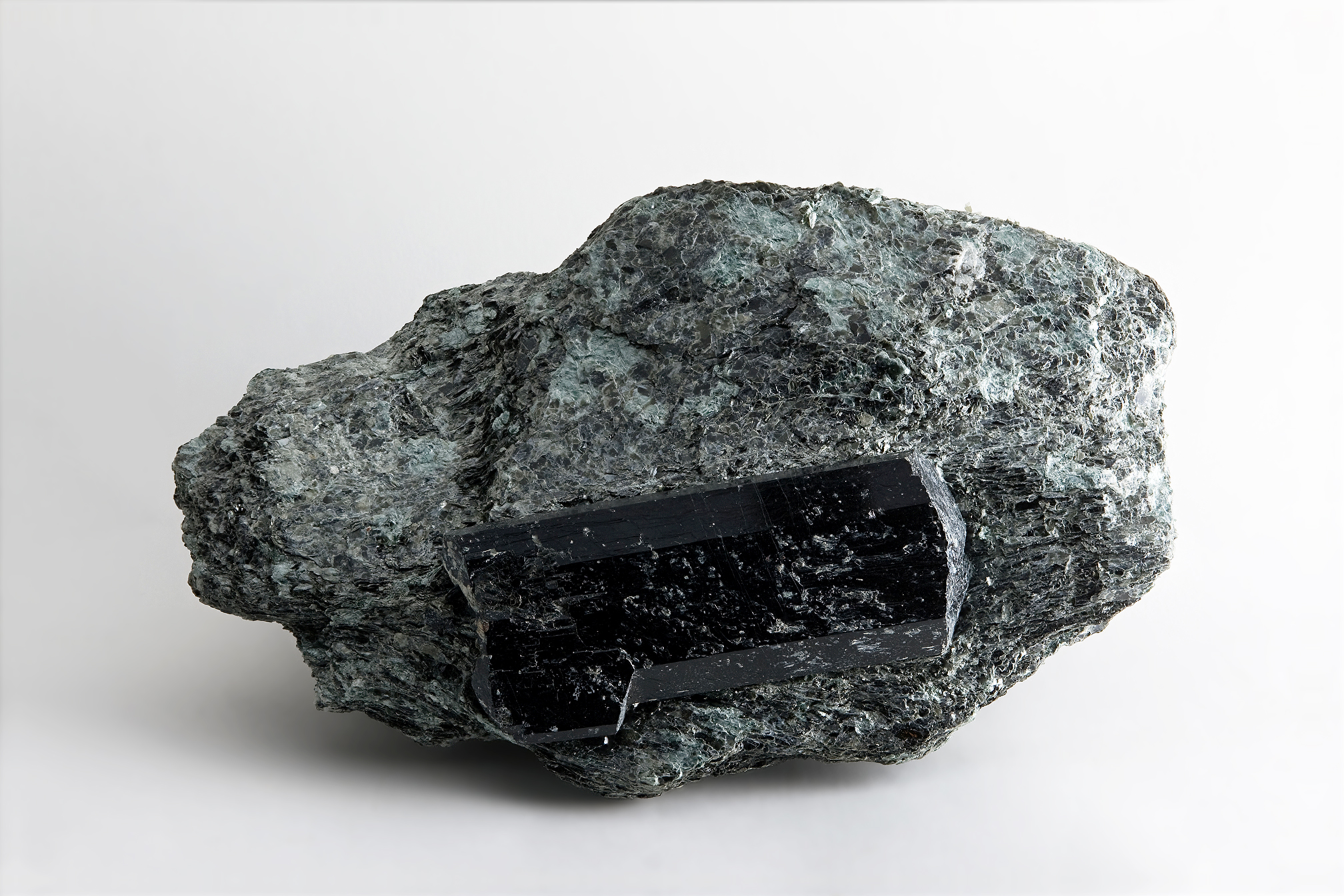
Schwarzer Dravit aus Yinnietherra, Western Australia

Eisenhaltige Dravite, die zwei- und dreiwertiges Eisen enthalten, sind dunkelblau bis schwarz und von Schörl kaum zu unterscheiden. Die intensive Farbe wird durch Fe2+-Fe3+- Wechselwirkungen hervorgerufen.
Usambara-Effekt:
Der Usambara-Effekt beschreibt die Änderung der Farbe eines Materials mit zunehmender Dicke. Ein chromhaltiger Dravit aus Tansania erscheint in dünnen Schichten von ~0,2 mm Dicke dunkelrot und bei Dicken ab ~0,5 mm grün. Verursacht wird der Effekt durch die Lage der Absorptionsbanden des Cr3+, das Licht im roten und grünen Spektralbereich durch lässt. Hinzu kommt eine exponentielle Abhängigkeit der Lichtdurchlässigkeit von der Dicke und der Wellenlänge. Dies führt zu einer ungleichen Abnahme der Lichtdurchlässigkeit für rotes und grünes Licht bei zunehmender Dicke der Kristalle und in der Folge zu der beobachteten Farbänderung mit zunehmender Dicke.
Im Dünnschliff zeigt Dravit im linear-polariserten Licht stroh- bis ockergelbe Farben und starken Pleochroismus. Unter gekreuzten Polarisatoren sind Interferenzfarben bis zur II. Ordnung erkennbar. Dravit wird - wie alle Turmaline - durch Alteration praktisch nicht angegriffen; daher sind die Kristalle meist gut erhalten.

## Bildung und Fundorte

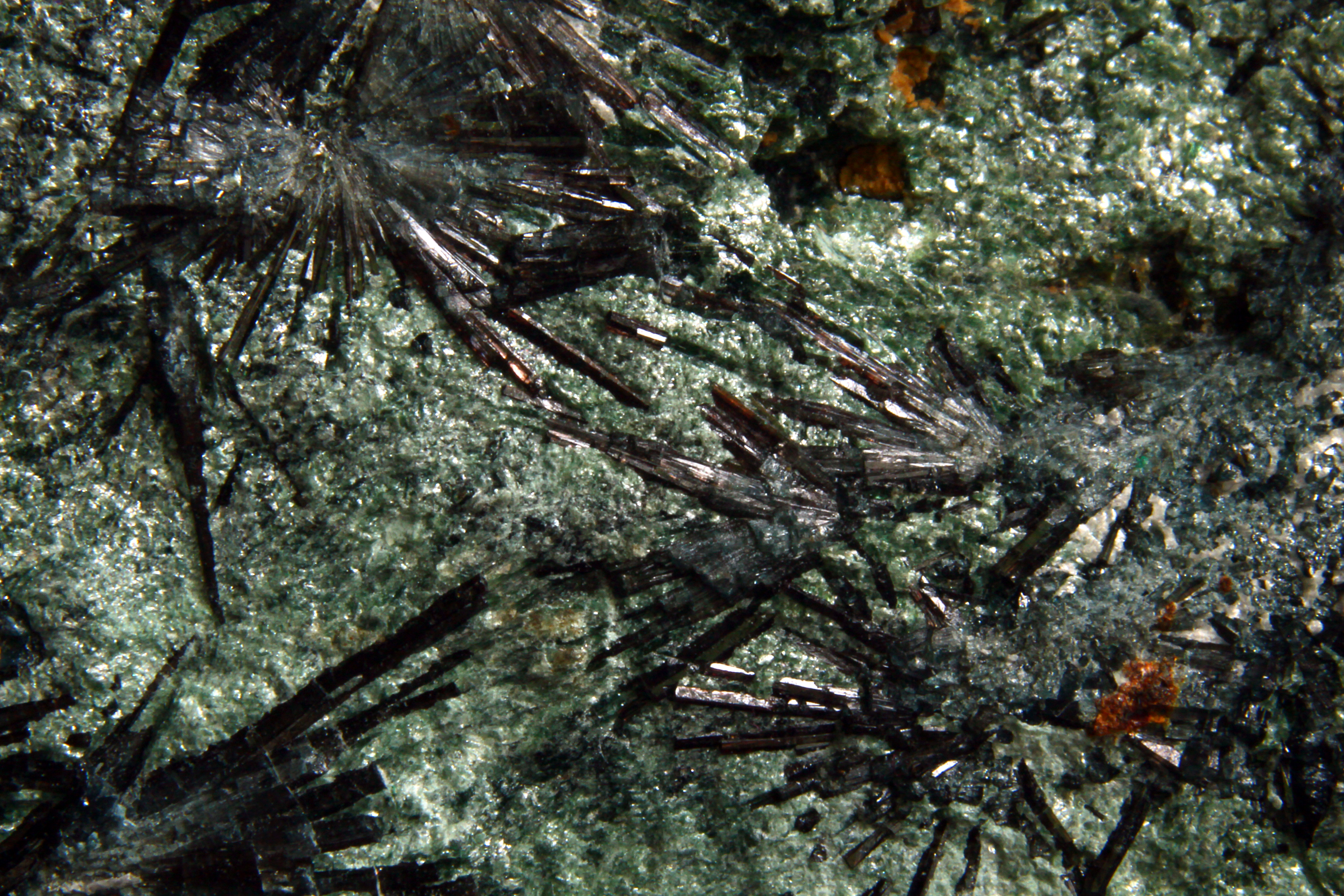
Radialstrahlige Dravit-Aggregate (Turmalinsonnen) aus Szabry, Südural, Russland

Dravit ist ein recht häufiges Mineral und wurde weltweit in zahlreichen Fundorten dokumentiert. Es tritt in kontaktmetamorphen Kalksteinen sowie basischen Magmatiten auf, die durch borreiche Lösungen metasomatisch verändert wurden. In Pegmatiten hingegen findet man Dravit eher selten. Gängige Begleitminerale sind Quarz, Calcit, Dolomit, Epidot, Kalifeldspat, Albit, Muskovit, Fluorit und Titanit.
Dravit ist unter den Druck-Temperaturbedingungen fast der gesamten Erdkruste stabil, wobei die Stabilitätsgrenzen bei niedrigen Temperaturen nicht genau bekannt sind. Bei niedrigen Drucken um 200 MPa und Anwesenheit von Quarz und Wasser beginnt der Abbau von Dravit bei ~730 °C über die Reaktion:
- Dravit + Quarz + H2O = Cordierit + Schmelze.[31]

Bei hohen Druck und Anwesenheit von Coesit und Phengit wird Dravit bei 700 °C / 4,5–5 GPa und 800–850 °C / 4 GPa abgebaut zu:
- Dravit + Coesit + Muskovit (in Phengit) = Jadeit + Celadonit (in Phengite) + Kyanit + Fluid (Bor-haltig)[32][33]

Bei Abwesenheit von freien SiO2 ist Dravit bis 900–1000° C und 6–8 GPa stabil.
Die Typlokalität sind die kontaktmetamorphen Schiefer bei Dobrova pri Dravogradu südlich von Dravograd in der slowenischen Region Koroška. Fast reiner Dravit tritt hier zusammen mit Muskovit und Rutil auf. Hier wurden auch die bisher größten bekannten, vollkommen ausgebildeten Kristalle von bis zu 20 cm Länge und brauner bis dunkelbrauner Farbe gefunden.
Dravitkristalle mit bis zu 15 cm Durchmesser kennt man aus Yinnietharra in Westaustralien.
In einem Ultrahochdruckgestein der Westalpen, einem Pyrop-Quarzit nahe Parigi im Dora-Maira-Massiv, Italien, findet sich Dravit als Einschluss in Pyrop. Bei aufsteigender Metamorphose bildete sich Pyrop zusammen mit Kyanit wahrscheinlich beim Abbau von Dravit mit Coesit. Isolierte Dravit-Einschlüsse in Pyrop überlebten Bedingungen im Stabilitätsbereich von Diamant (3,5 GPa, 750 °C) in rund 100 km Tiefe. Dravit enthält seinerseits Einschlüsse von Coesit und Phengit.
Ebenfalls in den Westalpen, in der Nähe des Lago di Cignana, tritt Dravit in Piemontit- und Talk-haltigen Granat-Phengit-Coesit-Schiefern auf, die bei Bedingungen bis zu 2,7–2,9 GPa und 600–630 °C gebildet worden sind. Die Dravite enthalten Einschlüsse von Coesit, Hämatit, Rutil, Braunit, Zirkon und Piemontit-Epidot-Mischkristallen.

## Verwendung

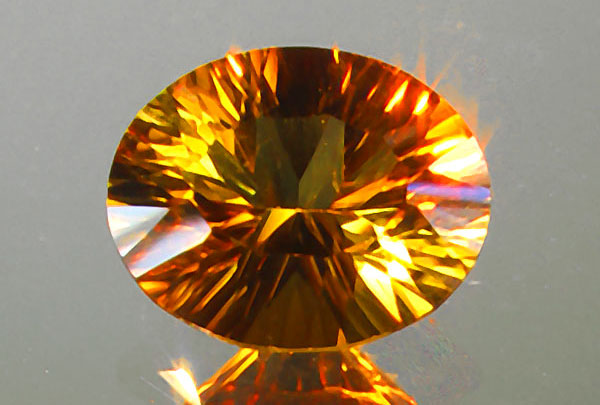
Gelber Dravit aus der Kiboko Mine im Süden Kenias

Wie die anderen Minerale der Turmalingruppe wird auch Dravit bei entsprechender Qualität in Bezug auf Reinheit, Transparenz und Farbe als Schmuckstein in facettierter Form verwendet.